# Grigore N. Lazu
Grigore N. Lazu (n. 1845, Cernăuți, Imperiul Austriac – d. 1898, Piatra-Neamț, Neamț, România) a fost un poet, eseist, publicist și traducător român.

## Viața
A făcut studii la Cernăuți și Botoșani, fiind, în aceeași perioadă cu Eminescu, practicant la Tribunalul din Botoșani.
A activat în Societatea pentru Cultura și Literatura Română în Bucovina, a corespondat cu junimiști de seamă și a publicat în Convorbiri literare.
A tradus din William Shakespeare, Joseph Addison, John Milton, Ossian, Robert Burns, James Montgomery, Thomas Moore, William Wordsworth, Byron, Percy Bysshe Shelley, Petőfi Sándor, Herder, Friedrich Schiller, Heinrich Heine, Theodor Storm, Franz Grillparzer etc.

## Volume
- Adevĕrul asupra poeziilor d-lui Gh. Coșbuc, Iași, Tip. Petru C. Popovici, 1893
- Francmasoneria. Alcătuirea, Activitatea și scopul activităței sale. Prelucrate pentru publicul român după E. I. Beidl, Peatra, Impr. Județului Neamțu, 1884
- Răspuns criticilor, traducerilor și imitațiilor mele făcute de d-nii Selișteanu, Wunder și... Dauș, Iași, 189?
- Ultime raze. Poezii, București, Edit. revistei Romănia musicală, Tip. I. Binder, 1897
- 451 traduceri libere și imitațiuni de poezii antice și moderne din Orient și Occident, cu o prefață de A. D. Xenopol. Vol. I-II Iași, Edit. Librăriei Școalelor, Frații Șaraga (Stab. grafic Miron Costin), 1894, (Colecție: Colecțiunea Șaraga|Colecțiunea Șaraga, nr. 24-25)